# Эль-Шейви, Зиад
Зиад Эль-Шейви (араб. زياد الشيوي‎; род. 11 марта 2004, Австрия) — австрийский футболист египетского происхождения, левый защитник клуба «Аустрия (Вена)».

## Клубная карьера
Эль-Шейви — воспитанник клуба «Винер Линиен» и «Аустрия (Вена)». В июле 2021 года он подписал профессиональный контракт с Аустрией. 23 июля в матче против «Ваккер» он дебютировал за дублёров команды. 16 октября в матче против «Адмира Ваккер Мёдлинг» Эль-Шейви дебютировал в австрийской Бундеслиге. 5 декабря в матче против «Рапида» получил разрыв крестообразной связки.

## Карьера в сборной
Родился в Австрии, но имеет египетской происхождения. Он выбрал представлять молодёжную сборную Австрии. 8 октября 2020 года он дебютировал в Австрии (до 17 лет) в матче против сверстников из Словении.